# ヘンリー・ウィドウソン
ヘンリー・ジョージ・ウィドウソン（1935年5月28日 - ）は、英国の言語学者であり、応用言語学と言語教育、特に英語学習と教育の分野の権威である。
彼は1973年にエジンバラ大学で言語学の博士号を取得した。
ウィドウソンは、ロンドン大学教育研究所の応用言語学の最初の議長であった。彼はロンドン大学の教育名誉教授であり、エセックス大学の応用言語学の教授、ウィーン大学の英語言語学の教授でもあり、名誉教授（英語学科）を務めた。 1990年代以降、ウィドウソンはオーストリアのウィーンに居住した。オックスフォード大学出版局の応用言語学顧問であり、オックスフォードブックワームコレクションのシリーズ顧問である。 Language Teaching：A Scheme for TeacherEducationの共同編集者、およびOxford Introductions to Language Studyのシリーズ編集者であり、同じシリーズのLinguistics（1996）の著者でもある。Defining Issues in English Language Teaching (2002), やPractical Stylistics: An Approach to Poetry (1992)を出版している。

## 研究
ウィドウソンは、コミュニカティブ・ランゲージ・ティーチングへの貢献でおそらく最もよく知られている。また、談話分析や批判的談話分析、英語の世界的な普及、特別な目的のための英語、文体論などの他の関連する主題についても出版している。he Routledge Encyclopedia of Language Teaching and Learningは、彼を「おそらく国際的なESOLにとって20世紀後半の最も影響力のある哲学者」と呼んでいる（674）。
彼は多くの非常に影響力のある論文を執筆しています。たとえば、テッソル季刊誌での彼の1994年の論文は、リンガフランカとしての英語の背後にある理論的根拠、および英語の「所有権」の研究で知られるようになった。
彼の最近の本の1つは、Text, Context, Pretextである。Critical Issues in Discourse Analysis (2005)も、ブラックウェルから発行されている。

## 主著
Widdowson, H. (2003). Defining Issues in English Language Teaching (Oxford Applied Linguistics) (1st ed.). Oxford University Press.
Widdowson, H. (2007). Discourse Analysis (Oxford Introduction to Language Study Series). Oxford University Press.
Widdowson, H. G. (1978). Teaching Language as Communication (Oxford Applied Linguistics) (1st ed.). Oxford University Press.

## 記事（簡単な抜粋）
- - Widdowson, Henry G. (1992) "ELT and EL Teacher." ELT Journal 46/4. 333-339.
  - Widdowson, Henry G. (1993) "Proper Words in proper Places." ELT Journal 47/4. 317-329.
  - Widdowson, Henry G. (1994) "The Ownership of English". TESOL Quarterly 28/2 377-89.
  - Widdowson, Henry G. (1997) "EIL, ESL, EFL: global Issues and local Interests". World Englishes 16/1. 146-53.
  - Widdowson, Henry G. (1998a) " EIL: squaring the Circles. A Reply." World Englishes 17/3 397-401.
  - Widdowson, Henry G. (1998b) "Communication and Community. The Pragmatics of ESP." English for Specific Purposes 17/1 3-14.
  - Widdowson, Henry G. (1998c) "The Theory and Practice of Critical Discourse Analysis." Applied Linguistics 19/1 136-151.